# Cantenay-Épinard
Cantenay-Épinard est une commune française située dans le département de Maine-et-Loire, en région Pays de la Loire.
Situé au cœur des basses vallées angevines, Cantenay-Épinard est connue pour ses prairies inondables.

## Géographie

### Localisation
Commune angevine, Cantenay-Épinard se situe sur la route D 107, Soulaire-et-Bourg / Angers, route qui dessert le parc Terra Botanica.
La commune se trouve à 7 km au nord d'Angers, dans la zone des basses vallées angevines.

### Transports
La commune est desservie par les lignes 33, 43 et IrigoTaxi 1 du réseau Irigo, ainsi que par la ligne 411 du réseau Aléop.
Un service de transport scolaire est également en place.

### Climat
Pour des articles plus généraux, voir Climat des Pays de la Loire et Climat de Maine-et-Loire.
En 2010, le climat de la commune est de type climat océanique altéré, selon une étude du CNRS s'appuyant sur une série de données couvrant la période 1971-2000. En 2020, Météo-France publie une typologie des climats de la France métropolitaine dans laquelle la commune est exposée à un climat océanique et est dans la région climatique Moyenne vallée de la Loire, caractérisée par une bonne insolation (1 850 h/an) et un été peu pluvieux.
Pour la période 1971-2000, la température annuelle moyenne est de 11,9 °C, avec une amplitude thermique annuelle de 14,2 °C. Le cumul annuel moyen de précipitations est de 653 mm, avec 11,5 jours de précipitations en janvier et 5,8 jours en juillet. Pour la période 1991-2020, la température moyenne annuelle observée sur la station météorologique de Météo-France la plus proche, sur la commune de Beaucouzé à 8 km à vol d'oiseau, est de 12,6 °C et le cumul annuel moyen de précipitations est de 709,3 mm,. Pour l'avenir, les paramètres climatiques de la commune estimés pour 2050 selon différents scénarios d'émission de gaz à effet de serre sont consultables sur un site dédié publié par Météo-France en novembre 2022.

## Urbanisme

### Typologie
Au 1er janvier 2024, Cantenay-Épinard est catégorisée bourg rural, selon la nouvelle grille communale de densité à sept niveaux définie par l'Insee en 2022.
Elle appartient à l'unité urbaine de Cantenay-Épinard, une unité urbaine monocommunale constituant une ville isolée,. Par ailleurs la commune fait partie de l'aire d'attraction d'Angers, dont elle est une commune de la couronne,. Cette aire, qui regroupe 81 communes, est catégorisée dans les aires de 200 000 à moins de 700 000 habitants,.

### Occupation des sols
L'occupation des sols de la commune, telle qu'elle ressort de la base de données européenne d’occupation biophysique des sols Corine Land Cover (CLC), est marquée par l'importance des territoires agricoles (88,8 % en 2018), en diminution par rapport à 1990 (92,2 %). La répartition détaillée en 2018 est la suivante : 
prairies (53,6 %), terres arables (20,1 %), zones agricoles hétérogènes (15,1 %), zones urbanisées (5,9 %), eaux continentales (3 %), milieux à végétation arbustive et/ou herbacée (2,2 %). L'évolution de l’occupation des sols de la commune et de ses infrastructures peut être observée sur les différentes représentations cartographiques du territoire : la carte de Cassini (XVIIIe siècle), la carte d'état-major (1820-1866) et les cartes ou photos aériennes de l'IGN pour la période actuelle (1950 à aujourd'hui).

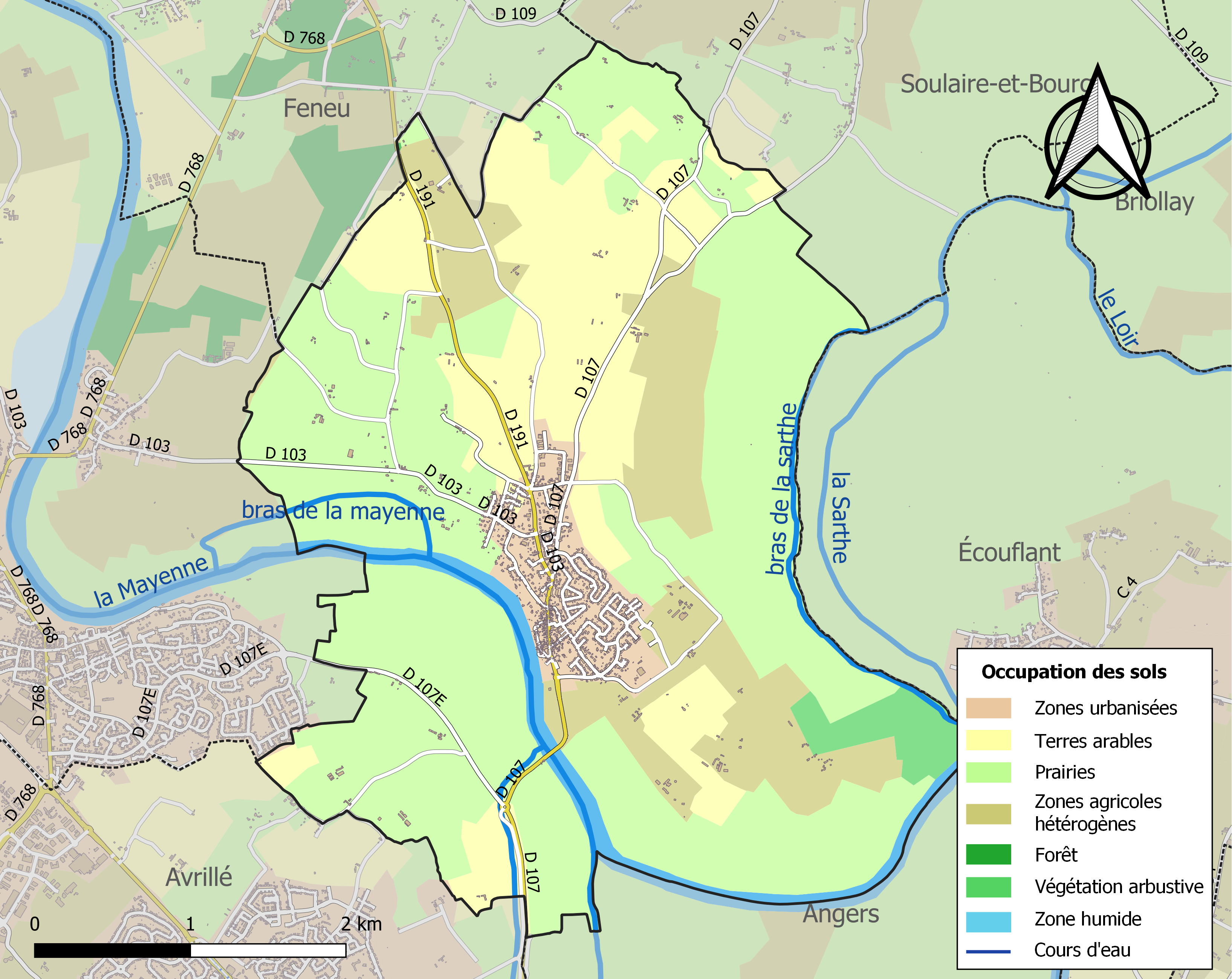
Carte des infrastructures et de l'occupation des sols de la commune en 2018 (CLC).

## Toponymie
Il est constitué des noms des deux anciennes paroisses qui constituèrent la commune en s'unissant.

## Histoire
La commune est formée en 1790 par la réunion des paroisses de Cantenay et Épinard. Le pont sur la Mayenne, près du bourg d'Épinard, constituait le point de passage obligatoire des chemins descendant de la Normandie et du Maine.
Pendant la Première Guerre mondiale, 23 habitants perdent la vie. Lors de la Seconde Guerre mondiale, aucun habitant n'est tué.

## Politique et administration

### Administration municipale
| Période                                  | Période                   | Identité               | Étiquette | Qualité                            |
| ---------------------------------------- | ------------------------- | ---------------------- | --------- | ---------------------------------- |
| 1790                                     |                           | N. Poirier             |           |                                    |
| an VII                                   |                           | Riobé                  |           | agent municipal                    |
| 1800                                     |                           | François-Pierre Riobé  |           |                                    |
| 1824                                     |                           | François Genest        |           |                                    |
| 1826                                     |                           | Pierre Crochet         |           |                                    |
| 1828                                     |                           | Jean Maurier           |           |                                    |
| 1830                                     |                           | Alexandre Lemasson     |           |                                    |
| 1848                                     |                           | Pierre Bernier-Hamelin |           |                                    |
| 1881                                     |                           | René Marion père       |           |                                    |
| 1884                                     |                           | Charles Lelièvre       |           |                                    |
| 1888                                     |                           | Germain Bernier        |           |                                    |
| 1912                                     |                           | Charles Legras         |           |                                    |
| 1945                                     | 1977                      | René Legras            |           |                                    |
| mars 1977                                | mars 1989                 | Guy Meunier            |           | administrateur de biens            |
| mars 1989                                | mars 2008                 | Monique Bonhomme       | PS        | retraitée de l'éducation           |
| mars 2008                                | mars 2014                 | Max Borde              | SE        | retraité de France Télécom         |
| mars 2014                                | En cours (au 28 mai 2020) | Marc Cailleau,         | SE-DVD    | directeur d'un centre de formation |
| Les données manquantes sont à compléter. |                           |                        |           |                                    |

### Intercommunalité
La commune est intégrée à la communauté urbaine Angers Loire Métropole, elle-même membre du syndicat mixte Pôle métropolitain Loire Angers.

## Population et société

### Démographie

#### Évolution démographique
L'évolution du nombre d'habitants est connue à travers les recensements de la population effectués dans la commune depuis 1793. Pour les communes de moins de 10 000 habitants, une enquête de recensement portant sur toute la population est réalisée tous les cinq ans, les populations de référence des années intermédiaires étant quant à elles estimées par interpolation ou extrapolation. Pour la commune, le premier recensement exhaustif entrant dans le cadre du nouveau dispositif a été réalisé en 2007.

En 2022, la commune comptait 2 397 habitants, en évolution de +8,27 % par rapport à 2016 (Maine-et-Loire : +2,12 %, France hors Mayotte : +2,11 %).
| 1793 | 1800 | 1806 | 1821 | 1831 | 1836 | 1841 | 1846 | 1851 |
| ---- | ---- | ---- | ---- | ---- | ---- | ---- | ---- | ---- |
| 806  | 560  | 558  | 808  | 794  | 793  | 807  | 924  | 831  |

| 1856 | 1861 | 1866 | 1872 | 1876 | 1881 | 1886 | 1891 | 1896 |
| ---- | ---- | ---- | ---- | ---- | ---- | ---- | ---- | ---- |
| 901  | 883  | 874  | 819  | 792  | 761  | 762  | 709  | 735  |

| 1901 | 1906 | 1911 | 1921 | 1926 | 1931 | 1936 | 1946 | 1954 |
| ---- | ---- | ---- | ---- | ---- | ---- | ---- | ---- | ---- |
| 711  | 758  | 733  | 627  | 606  | 588  | 564  | 602  | 636  |

| 1962 | 1968 | 1975  | 1982  | 1990  | 1999  | 2006  | 2007  | 2012  |
| ---- | ---- | ----- | ----- | ----- | ----- | ----- | ----- | ----- |
| 688  | 813  | 1 177 | 1 374 | 1 632 | 1 865 | 1 964 | 1 975 | 2 047 |

| 2017  | 2022  | - | - | - | - | - | - | - |
| ----- | ----- | - | - | - | - | - | - | - |
| 2 303 | 2 397 | - | - | - | - | - | - | - |

#### Pyramide des âges
La population de la commune est relativement jeune.
En 2018, le taux de personnes d'un âge inférieur à 30 ans s'élève à 33,8 %, soit en dessous de la moyenne départementale (37,2 %). À l'inverse, le taux de personnes d'âge supérieur à 60 ans est de 25,1 % la même année, alors qu'il est de 25,6 % au niveau départemental.
En 2018, la commune comptait 1 125 hommes pour 1 192 femmes, soit un taux de 51,45 % de femmes, légèrement supérieur au taux départemental (51,37 %).
Les pyramides des âges de la commune et du département s'établissent comme suit.
| Hommes | Classe d’âge | Femmes |
| ------ | ------------ | ------ |
| 0,2    | 90 ou +      | 0,5    |
| 5,9    | 75-89 ans    | 6,6    |
| 17,9   | 60-74 ans    | 19,0   |
| 23,2   | 45-59 ans    | 22,8   |
| 19,2   | 30-44 ans    | 16,9   |
| 14,1   | 15-29 ans    | 13,4   |
| 19,5   | 0-14 ans     | 20,8   |

| Hommes | Classe d’âge | Femmes |
| ------ | ------------ | ------ |
| 0,9    | 90 ou +      | 2,1    |
| 7      | 75-89 ans    | 9,5    |
| 16,2   | 60-74 ans    | 16,9   |
| 19,4   | 45-59 ans    | 18,7   |
| 18,2   | 30-44 ans    | 17,5   |
| 18,8   | 15-29 ans    | 17,6   |
| 19,5   | 0-14 ans     | 17,6   |

### Vie locale

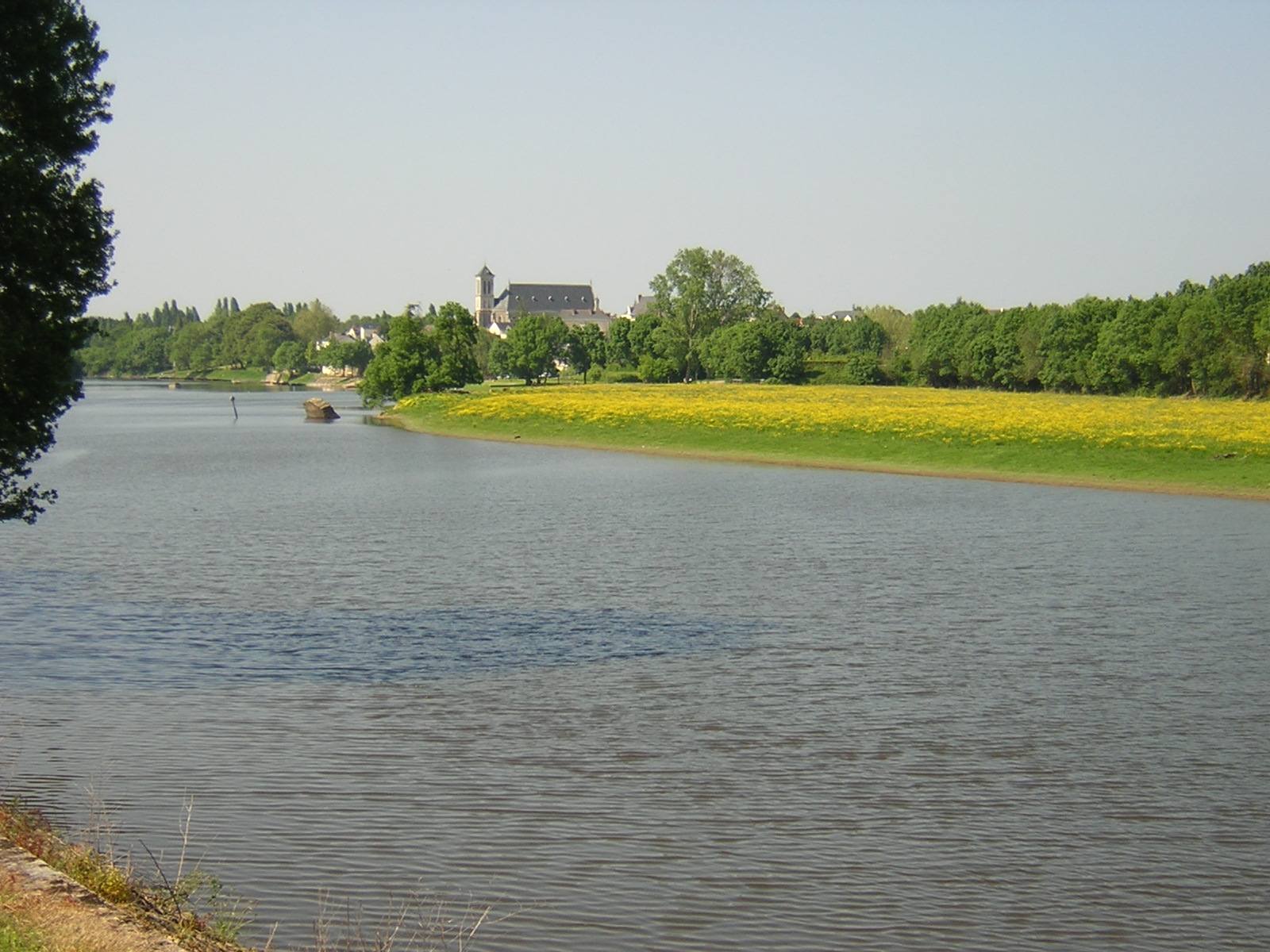
Vue du bourg depuis le pont sur la Mayenne.

Parmi les associations sportives se trouvent l'Espérance sportive de Cantenay-Épinard Basket-Ball, l'US Cantenay-Épinard football, Cantenay-Épinard Badminton, etc.

## Économie
Sur 123 établissements présents sur la commune à fin 2010, 11 % relèvent du secteur de l'agriculture (pour une moyenne de 17 % sur le département), 9 % du secteur de l'industrie, 15 % du secteur de la construction, 50 % de celui du commerce et des services et 15 % du secteur de l'administration et de la santé. Cinq ans plus tard, en 2015, sur les 173 établissements présents, 4 % relèvent du secteur de l'agriculture (pour une moyenne de 11 % sur le département), 8 % du secteur de l'industrie, 12 % de celui de la construction, 64 % du secteur du commerce et des services et 12 % de celui de l'administration et de la santé.

## Culture locale et patrimoine

### Lieux et monuments
- Croix de cimetière du XVIIe siècle[34].
- Église Saint-Hilaire.

### Personnalités liées à la commune
- Jean Louveau (1871-1906), né à Cantenay-Épinard, missionnaire père blanc en Zambie et au Malawi.